# Infinitismo
Infinitismo é uma teoria em epistemologia, o ramo da filosofia que trata da possibilidade, natureza e forma do conhecimento.

## Infinitismo epistologico
É amplamente aceito que uma opinião não pode ser qualificado como um caso de conhecimento a menos que seja justificado ou garantido. Uma opinião mantida sem bases suficientes não é instancia de conhecimento.
Tais teorias como fundamentalismo, coenretismo e ceticismo filosofico diferem como opiniões ser garantem. A maioria dos filosofos, e todas essas 3 escolas, sustentam que uma regressão infinita é um método de justificação insuficiente ou improprio. Se A é justificado por causa de B, e B é justificado por causa de C, e daí em diante, então ou:  (a) a corrente deve terminar com um elo que não requira uma justificativa independente (um fundamento), ou (b) a corrente deve formar um círculo em um numero finito de passos (a opinião é justificada pela sua coerencia), ou (c) nossas opinioes nao devem ser justificadas afinal (como dizem os céticos).
Mas infinitismo, na visão de Peter Klein por exemplo, desafia o mínimo consenso. Klein considera uma corrente que continua para sempre, como característica perfeitamente aceitavel de conhecimento.